# Ralf Krumeich
Ralf Krumeich (* 19. Oktober 1963 in Bochum) ist ein deutscher Klassischer Archäologe.

## Leben
Nach dem Studium der Klassischen Archäologie, der Gräzistik und der Alten Geschichte an der Universität Bonn und an der Freien Universität Berlin wurde Krumeich 1990 in Berlin Magister Artium mit einer Arbeit über Die Selbstdarstellung der Deinomeniden in Griechenland und dort 1994 mit einer Dissertation über die Bildnisse griechischer Herrscher und Staatsmänner im 5. Jahrhundert v. Chr.  promoviert. 1994–95 reiste er mit dem Reisestipendium des Deutschen Archäologischen Instituts, von Oktober 1995 bis Februar 2001 war er Wissenschaftlicher Mitarbeiter am Institut für Klassische Archäologie der Universität München, von August 2001 bis Februar 2009 Wissenschaftlicher Mitarbeiter am Archäologischen Institut der Universität Bonn. Die Habilitation erfolgte 2006 mit einer Arbeit über Theaterbilder. Zur Rezeption eines kulturellen Phänomens in der attischen und unteritalischen Vasenmalerei des 6.-4. Jahrhunderts v. Chr. (bisher unveröffentlicht). Im Sommersemester 2007 nahm er die Teilvertretung einer Professur an der Universität Bochum wahr, im Wintersemester 2007/08 und Sommersemester 2008 die Vertretung dieser Professur. Weitere Lehrstuhlvertretungen in Freiburg, Bonn, Hamburg und München folgten. 2014 wurde Krumeich in Bonn zum Außerplanmäßigen Professor ernannt; er ist korrespondierendes Mitglied des Deutschen Archäologischen Instituts.

## Forschungsschwerpunkte
Krumeich arbeitet zu antiken Porträts in ihrem gesellschaftlichen und religiösen Kontext, zu Theaterbildern in der attischen und unteritalischen Kunst und zu Formen des Kulturtransfers zwischen der griechischen, römischen und orientalischen Kultur in Späthellenismus und Kaiserzeit, insbesondere auch zu Athen, Attika (Landschaft) und Delos im Hellenismus und in der römischen Kaiserzeit.

## Schriften (Auswahl)
- Bildnisse griechischer Herrscher und Staatsmänner im 5. Jahrhundert v. Chr. Hirmer, München 1997 (= Dissertation).
- mit Nicolaus Pechstein und Bernd Seidensticker (Hrsg.): Das griechische Satyrspiel. Darmstadt 1999 (Besprechung von: Stefan Schorn, in: literaturkritik.de ; Rezension von: Peter Burian, Bryn Mawr Classical Review 2000.11.05 online).
- Dionysos und das Theater. In: Dagmar Grassinger, T. de Oliveira Pinto, Andreas Scholl (Hrsg.): Die Rückkehr der Götter. Berlins verborgener Olymp. Ausstellungskatalog Berlin 2008. Regensburg 2008, S. 233–252.
- mit Christian Witschel (Hrsg.): Die Akropolis von Athen im Hellenismus und in der römischen Kaiserzeit. Reichert, Wiesbaden 2010, ISBN 978-3-89500-713-2.
- Greiser Silen oder Schauspieler des Papposilens? Zur Übernahme theaterspezifischer Ikonographie in mythologische Bilder und Denkmäler seit frühklassischer Zeit, Jahrbuch des Deutschen Archäologischen Instituts 132, 2017, S. 43–81.
- ‚Footprints’ and Sculpted Feet: Enduring Marks of Human Presence and Divine Epiphany in Classical Antiquity, in: J. A. B. Hegewald (Hrsg.), In the Footsteps of the Masters. Footprints, Feet and Shoes as Objects of Veneration in Asian, Islamic and Mediterranean Art (Berlin 2020), S. 143–220.